# 唐高宗
唐高宗李治（628年7月21日—683年12月27日），小名雉奴，字为善，唐朝第三任皇帝，唐太宗李世民第九子、嫡三子，母文德皇后長孫氏，和胞妹晉陽公主一樣，唯一一對由太宗親自抚養長大的親生子女。唐高宗李治在位初年勵精圖治，號稱「永徽之治」，而唐代的版图亦以高宗时为最大，领土面積為1237万平方公里，东起朝鲜半岛大同江以北及670年以前含括百濟領土，西包鹹海，北包贝加尔湖，南至越南承天順化省。在位三十四年，于弘道元年（683年）崩于洛阳紫微宫贞观殿，終年五十五岁，葬于唐乾陵，庙号高宗，谥号天皇大聖大弘孝皇帝（初謚天皇大帝）。

## 生平

### 经历

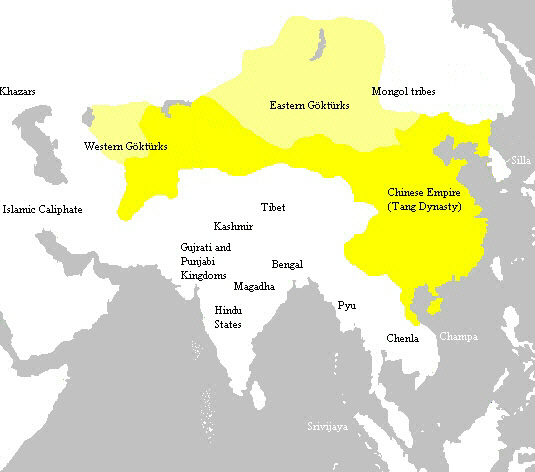
唐高宗总章二年（669年）的唐朝疆域

唐高宗李治於貞觀二年六月十五日（628年7月21日）出生於長安城東宮麗正殿，為唐太宗李世民第九子，母親為文德皇后長孫氏。李治与唐太宗嫡长子太子李承乾、嫡次子魏王李泰为长孙皇后所生同母兄弟。贞观五年（631年），李治獲封为「晋王」，幼时即以仁孝闻名。贞观十七年（643年），李承乾被废，李泰被砍傷，贞观十八年十二月（645年1月）李治被立为太子。贞观二十三年（649年）七月即位，时年22岁。
唐高宗李治在位三十四年，总章年间唐朝国力进入顶峰。弘道元年十二月初四日（683年12月27日），唐高宗李治駕崩於洛陽紫微宫貞觀殿，享年五十五歲，安葬於唐乾陵（今陝西省咸陽市乾縣梁山），武后令上金、素节二王，义阳、宣城二公主听赴哀，谥号天皇大帝。

### 轶事
根據史書記載，高宗長期有頭痛與眼睛毛病，到晚年甚至眼睛全盲，因而時常無法下判斷。他的妻子武则天多年来权力越来越大，每当高宗要做出决定时都会介入，或者因为他的软弱而经常亲自负责决定。高宗為此曾請御醫秦鳴鶴醫治。秦鳴鶴主張對腦針灸，武則天坐在幕簾後面大怒，說：“此人可斬首，竟敢以針刺聖上之頭！”然而高宗認為針灸對病情有益，故批准御醫所請。經御醫針灸百會後，高宗即謂眼睛能視物。然而，他的治疗只奏效了一段时间，因为他在一段时间后去世了。

## 後事及尊謚
弘道元年十二月初四（683年12月27日），唐高宗駕崩。唐睿宗為李治上謚號「天皇大帝」，廟號「高宗」，葬乾陵。天寶八載（749年），增上謚號「天皇大聖皇帝」。
《高宗天皇大聖皇帝加諡冊文》，内容如下：
維天寶八載，歲次己丑，閏六月癸亥朔四日景寅，孝孫嗣皇帝臣隆基，敢昭告於高宗天皇大帝。伏惟繼文纘聖，嗣武居尊，保合太和，緝熙庶績。萬邦作乂，百度惟貞，興吊伐之師，展對崇之禮，無有遠邇，罔不率從。仁風汪洋，德澤滂沛，能事超於邃古，休聲貫於列辟。顧以眇德，纘承丕緒，永惟孚佑，以致太平。頃者玉芝再產，上記陰騭，欽承景命，肅事鴻名。既刻元辰，薦彰嘉應，則有慶雲散彩，瑞日重輪。恭惟降鑒，載深兢惕，謹上加尊諡曰高宗天皇大聖皇帝。伏惟鑒眷虔誠，昭升盛烈，祗奉典冊，伏增感慰。

天寶十三載（754年），增上謚號「天皇大聖大弘孝皇帝」。

## 宰相
- 长孙无忌（649年知尚书及门下二省事；649年—659年以太尉同中书门下三品）
- 褚遂良（649年—650年中书令；652年—653年以吏部尚书同中书门下三品；653年—655年尚书右仆射）
- 于志宁（649年—651年侍中；651年—659年尚书左仆射；659年以太子太师同中书门下三品）
- 张行成（649年—651年侍中；651年—653年尚书右仆射）
- 高季辅（649年—651年中书令；651年—653年侍中）
- 李勣（649年—650年尚书左仆射；650年—669年同中书门下三品）
- 柳奭（651年—652年同中书门下三品；652年—654年中书令）
- 宇文节（651年—652年同中书门下三品；652年—653年侍中）
- 韩瑗（652年—655年同中书门下三品；655年—657年侍中）
- 来济（652年—655年同中书门下三品；655年—657年中书令）
- 崔敦礼（653年—655年侍中；655年—656年中书令；656年同中书门下三品）
- 李义府（655年—657年以中书侍郎参知政事；657年—658年中书令；659年—663年吏部尚书同中书门下三品；663年右相）
- 许敬宗（657年—658年侍中；658年—662年中书令；662年—670年同东西台三品）
- 杜正伦（656年—657年同中书门下三品；657年—658年中书令）
- 辛茂将（658年—659年侍中）
- 任雅相（659年—661年同中书门下三品）
- 卢承庆（659年以度支尚书参知政事；659年—660年同中书门下三品）
- 许圉师（659年同中书门下三品；659年—662年侍中）
- 上官仪（662年—664年同东西台三品）
- 刘祥道（664年右相）
- 窦德玄（664年—666年左相）
- 乐彦玮（664年知军国政事，664年—665年同东西台三品）
- 孙处约（664年知军国政事，664年—665年同东西台三品）
- 姜恪（665年—668年同东西台三品；668年—671年左相；671年—672年侍中）
- 陆敦信（665年—666年右相）
- 戴至德（667年—671年同东西台三品；671年—674年同中书门下三品；674年—679年尚书右仆射）
- 刘仁轨（665年—666年知政事；666年—670年右相；672年—674年同中书门下三品；674年—681年年尚书左仆射；681年—683年同中书门下三品）
- 杨武（667年—668年同东西台三品）
- 李安期（667年同东西台三品）
- 张文瓘（667年—669年参知政事；669年—671年同东西台三品；671年—674年同中书门下三品；674年—678年侍中）
- 赵仁本（667年—670年同东西台三品）
- 阎立本（668年—671年右相；671年—673年中书令）
- 李敬玄（669年—671年同东西台三品；671年—676年同中书门下三品；676年—680年中书令）
- 郝处俊（669年—671年同东西台三品；671年—674年同中书门下三品；674年—679年中书令；679年—681年侍中）
- 来恒（676年—678年同中书门下三品）
- 薛元超（676年—681年同中书门下三品；681年—683年中书令）
- 李义琰（676年—683年同中书门下三品）
- 高智周（676年—679年同中书门下三品）
- 张大安（677年—680年同中书门下三品）
- 裴炎（680年—681年同中书门下三品；681年—683年侍中）
- 王德真（680年同中书门下三品）
- 崔知温（680年—681年同中书门下三品；681年—683年中书令）
- 郭待举（682年—683年同中书门下平章事）
- 岑长倩（682年—683年同中书门下平章事）
- 郭正一（682年—683年同中书门下平章事）
- 魏玄同（682年—683年同中书门下平章事）
- 刘齐贤（682年—683年同中书门下平章事）

## 家庭

### 后妃

##### 皇后
- 王皇后，魏國公王仁祐女。唐高宗元配。初為晉王妃，又為皇太子妃、皇后。永徽六年十月被廢，後被武則天處死。
- 則天大聖皇后武曌，武士彠次女。唐太宗才人，唐太宗駕崩後，王皇后將武氏由感業寺納入宮中，以此打擊蕭淑妃。後封昭儀、皇后。生孝敬皇帝李弘、安定思公主、章懷太子李賢、唐中宗李顯、唐睿宗李旦、太平公主。後為皇太后、皇帝、太上皇。

##### 妃嫔
- 鄭氏或郑貴妃，生原悼王李孝，《舊唐書》與《新唐書》均未紀載鄭氏位號，僅知《唐两京城坊考》記載唐玄宗的長子郯王李琮曾徵用一名鄭姓貴妃的私宅用作自己的府邸[8]。由於在唐玄宗及其之前的唐朝皇帝所有位號已確認是貴妃的妃嫔當中，均沒有鄭姓女子，因此該人只可能是位號不明但可肯定是四妃除淑妃外其中之一的鄭氏。然而《唐两京城坊考》成書於一千多年後的清代嘉慶年間，該紀錄的可信性存疑。
- 蕭淑妃，初為太子良娣，後封淑妃，寵冠後宮。生許王李素节、義陽公主李下玉、高安公主。永徽六年十月被廢，後被武則天處死。
- 徐婕妤，果州刺史徐孝德之女，唐太宗賢妃徐惠之妹，有文采。
- 刘宫人，生廢太子李忠。
- 杨宫人，生澤王李上金。
- 高宗意欲封武昭儀為妃時，後宮已有四妃，試圖另設宸妃。以上二位宮人的位號並未紀載於任何文獻，可能是德妃、賢妃或其他位號。

##### 情妇
- 韩国夫人武顺，武则天的姐姐，魏国夫人的母親，丧夫后入宫，为高宗所幸。宫中曾传言武则天次子李贤是唐高宗與其所生。
- 魏国夫人贺兰氏，武顺的女儿，武则天的外甥女，因武则天之故未获得妃嫔的册封，得封国夫人。後被武則天所殺。

### 子女

#### 子
1. 燕王李忠（廢太子，母宮人劉氏）
2. 原悼王李孝（母宮人鄭氏）
3. 澤王李上金（母宮人楊氏）
4. 許王李素節（母蕭淑妃）
5. 義宗李弘（代王，后封为太子，唐朝追尊皇帝，母武后）
6. 章懷太子李賢（潞王，后改封雍王，母武后）
7. 中宗李顯（曾用名李哲，母武后）
8. 睿宗李旦（曾用名李旭輪，母武后）

杨炯《大唐益州大都督府新都县学先圣庙堂碑文（并序）》称“大都督周王，天皇第八子也”。中宗或另有一早夭兄长。

#### 女
唐高宗共有四位女儿，《新唐书》仅记三女：
1. 義陽公主（母蕭淑妃，下嫁权毅）
2. 高安公主（母蕭淑妃，先封为宣城公主，下嫁王勖）
3. 安定公主（母武后，夭折）
4. 太平公主（母武后，下嫁薛绍，又嫁武攸暨）

## 相關影視作品
| 飾演演員      | 影視作品                                                          | 飾演演員    | 影視作品                                         |
| 陈宝国        | 《武则天》（1995年）                                              | 魯振順      | 《武則天》（1984年）                             |
| 樊日行        | 《一代女皇武则天》（1986年）                                      | 保剑锋      | 《至尊红颜》（2005年）                           |
| 张铁林        | 《无字碑歌》（2004年）                                            | 李治廷      | 《武媚娘传奇》（2014年）                         |
| 余少群 赵文瑄 | 《武則天秘史》（2011年）                                          | 高梓淇      | 《太平公主秘史》（2012年）                       |
| 郑斯仁        | 《隋唐英雄4》（2013年）                                           | 于荣光      | 《隋唐英雄5》（2013年）                          |
| 姬晨牧        | 《移山倒海樊梨花》（2003年）                                      | 吴镇宇      | 《薛丁山征西》（1986年）                         |
| 闵西丁        | 《薛仁贵传奇》（2006年）                                          | 张英才      | 《天子寻龙》（2001年） 《薛剛反唐》（1986年）    |
| 王仁君        | 《薛丁山》（2013年）                                              | 岳跃利      | 《大唐女将樊梨花》（2012年）                     |
| 高钧贤        | 《耀舞长安》                                                      | 杨怀民      | 《薛丁山救五美》歌仔戏                           |
| 胡文豹        | 《贞观之治》（2007年）                                            | 赵继峰 铁正 | 《唐太宗李世民》（1993年）                       |
| 马可 霍亚明   | 《大唐情史》（2001年）                                            | 马浴柯      | 《贞观长歌》（2007年）                           |
| 郑国霖        | 《唐宫美人天下》（2011年）                                        | 王永强      | 《大明宫》（纪录片）                             |
| 殷秀岑        | 《武则天》（1939年）                                              | 赵雷        | 《武则天》（1963年）                             |
| 李志舆        | 《大明宫词》（2000年）                                            | 马晓伟      | 《日月凌空》（2008年）                           |
| 万弘杰        | 《盛唐绝恋》（高阳公主）                                          | 胡炳康      | 《天之娇女》                                     |
| 邱心志        | 《上官婉儿》（2014年）                                            | 谭耀文      | 《梦回唐朝》（2012年）                           |
| 盛鉴          | 《狄仁杰之神都龙王》（2013年电影） 《狄仁杰之四大天王》（2018年） | 丁正勇      | 《神探狄仁杰前传》                               |
| 袁弘          | 《少年神探狄仁傑》（2014年）                                      | 瞿澳晖      | 《通天狄仁杰》                                   |
| 樊志起        | 《大唐儒将开漳圣王》                                              | 杨璐        | 《唐朝好男人》（2013年）                         |
| 朱旭          | 《武则天》                                                        | 侯天来      | 《皇家尼姑》电影                                 |
| 朴亨才        | 《渊盖苏文》（2006年，韓劇）                                      | 韩范熙      | 《大祚荣》（2006年，韓劇）                       |
| 张博楠        | 《狄仁杰之夺命天眼》（2018年）                                    | 韓宜邦      | 《大時代》（台劇八點檔）饰演李治之转世（李志开） |
| 趙順然        | 《風起霓裳》 (2021年)                                             | 刘端端      | 《大唐狄公案》（2024年）                         |